# Silba breviplumosa
Silba breviplumosa är en tvåvingeart som beskrevs av Macgowan 2007. Silba breviplumosa ingår i släktet Silba och familjen stjärtflugor. Inga underarter finns listade i Catalogue of Life.